# (144496) Reingard
(144496) Reingard ist ein Asteroid des Hauptgürtels, der am 14. März 2004 von Rolf Apitzsch am Observatorium Wildberg entdeckt wurde.
Der Asteroid wurde nach der Ehefrau des Entdeckers, Reingard Apitzsch (* 1947), benannt. 